# كين جونسون (لاعب كرة سلة)
كين جونسون (7 نوفمبر 1962 في الولايات المتحدة - ) (بالإنجليزية: Ken Johnson)‏ هو لاعب كرة سلة أمريكي في مركز الوسط. لعب مع بورتلاند ترايل بلايزرز.

## وصلات خارجية
- كين جونسون على موقع إن بي أي (الإنجليزية)
- كين جونسون على موقع سبورتس رفرنس (الإنجليزية)
- كين جونسون على موقع الدوري الإسباني لكرة السلة (الإسبانية)
- كين جونسون على موقع كلية كرة السلة في سبورتس رفرنس.كوم (الإنجليزية)
- كين جونسون على موقع ريلجم (الإنجليزية)
- كين جونسون على موقع سبورتس رفرنس (الإنجليزية)